# Eutrichesis punctatus
Eutrichesis punctatus is een keversoort uit de familie bladsprietkevers (Scarabaeidae). De wetenschappelijke naam van de soort werd in 1882 gepubliceerd door Charles Owen Waterhouse.